# Svandís Svavarsdóttir
Svandís Svavarsdóttir, née le 24 août 1964 à Selfoss, est une personnalité politique islandaise, membre du Mouvement des verts et de gauche.

## Biographie

### Carrière politique
Svandís Svavarsdóttir siège à l'Althing, le parlement islandais, depuis 2009, où elle représente la circonscription de Reykjavik Sud.
Elle est ministre de l'Environnement et des Ressources naturelles dans le gouvernement Sigurðardóttir II, entre 2009 et 2013.
Au sein du gouvernement Jakobsdóttir I, elle est ministre de la Santé de 2017 à 2021.
Elle devient ensuite ministre de la Pêche et de l'Agriculture de 2021 à 2024 dans le gouvernement Jakobsdóttir II. Elle interdit provisoirement en 2023 la chasse à la baleine au nom du « bien-être animal ». Cette interdiction intervient alors que l'opinion publique islandaise se montre d'année en année plus sensible à la question de la souffrance animale, notamment du fait de la diffusion de vidéos montrant l’agonie durant des heures des baleines chassées.
En octobre 2024, elle prend la tête du Mouvement des verts et de gauche.
Depuis le 9 avril 2024, elle est ministre des infrastructures, en charge du transport et des gouvernements locaux, dans le gouvernement Benediktsson II.